# Дондуковське сільське поселення
Дондуковская сільське поселення - муніципальне утворення в складі Гіагінський району Республика Адигея.
Адміністративний центр - станиця Дондуковська.

## Населені пункти
- станиця Дондуковська
- хутір Вольно-Веселий
- хутір Нечаєвський
- хутір Смольчев-Малиновський

## Географія
Площа території сільського поселення становить - 128,35 км². З них сільськогосподарські угіддя займають - 116,19 км² (90,53%). Сільське поселення розташоване на похилій закубанських рівнині, в перехідній від рівнинної в предгорную зоні республіки. Рельєф місцевості являє собою в основному передгірні хвилясті рівнини з холмисто - горбистими і курганними височинами, із загальним ухилом з південного сходу на північний захід. Долини річок порізані глибокими балками і зниженнями. Середні висоти складають близько 150 метрів над рівнем моря.

## Історія
Територія сучасного муніципального освіти стала формуватися на початку 1920-х років, з утворенням Дондуковская станичного ради.
У 1924 році був включений до складу новоствореного Дондуковская району, з центром в станиці Дондуковская.
У 1928 році Дондуковская район був скасований, а населені пункти входили до неї були передані до складу Майкопського району.
31 грудня 1934 року Дондуковская станичний рада був включений до складу новоствореного Гіагінський район.
У 1993 році Дондуковская станичний рада був реорганізований і перейменований в Дондуковская сільський округ.
У 2004 році в ході муніципальних реформ, Дондуковская сільський округ був перетворений в муніципальне утворення зі статусом сільського поселення.

## Економіка
Спеціалізацією Дондуковская сільського поселення є сільське господарство. Важливу роль в економіці грає виробництво сиру.